# Olmes García
Olmes García est un footballeur colombien né le 21 octobre 1992 à Istmina dans le département de Chocó. Il évolue au poste d'attaquant.

## Palmarès
Vierge